# Eremolaena humblotiana
Eremolaena humblotiana là một loài thực vật có hoa trong họ Sarcolaenaceae. Loài này được Baill. mô tả khoa học đầu tiên năm 1884.